# Karl Wilhelm Ammon

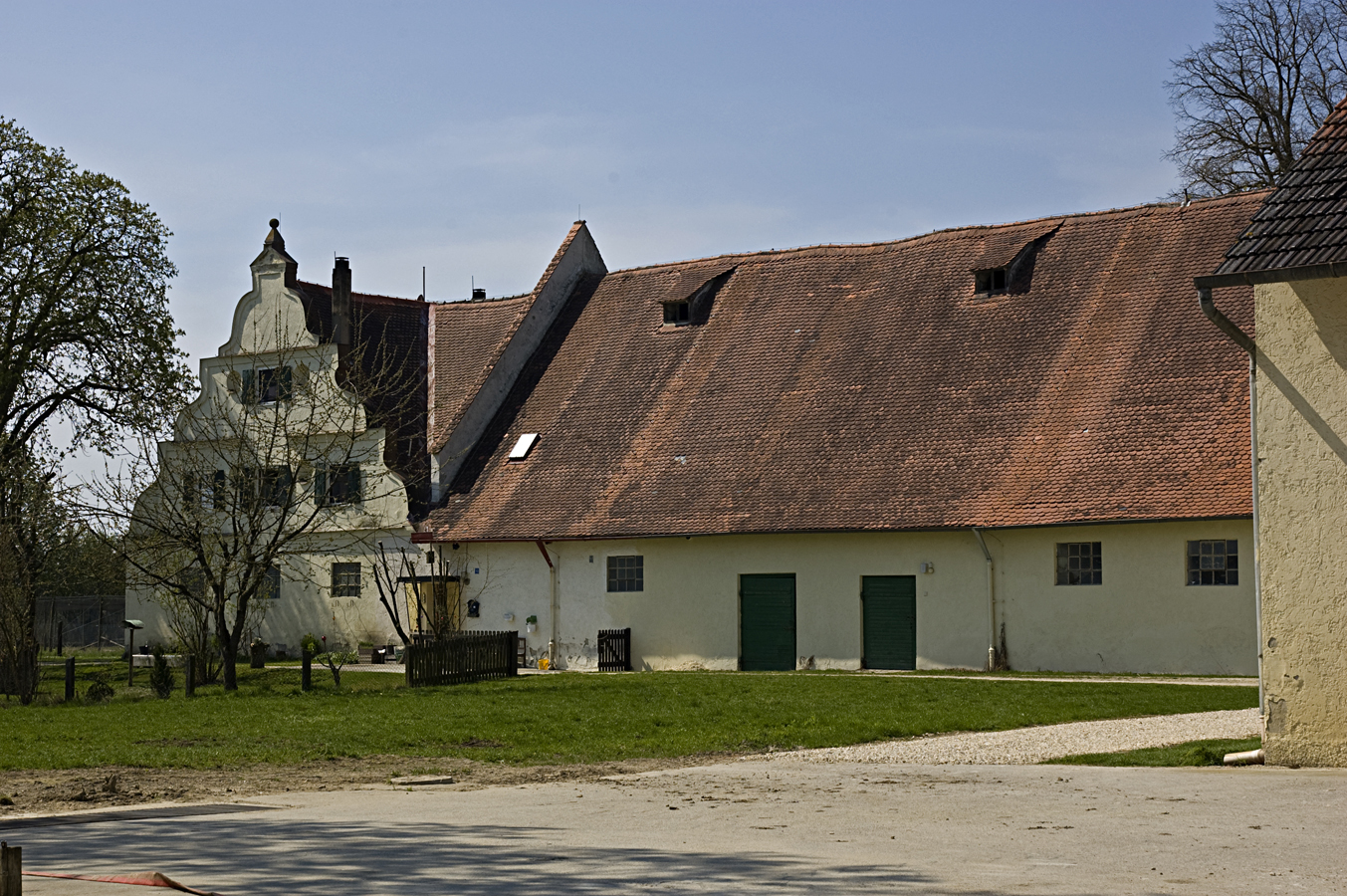
Gut Rohrenfeld bei Neuburg an der Donau.

Karl Wilhelm Ammon (* 26. September 1777 in Trakehnen; † 14. September 1842 in Ansbach) war ein hippologischer Schriftsteller.

## Leben
Ammon war ein Sohn eines königlich preußischen Roßarztes und Gestütmeisters zu Trakehnen in Litauen und ein Bruder des königlich preußischen Gestütsinspektors, Pferdezüchters und Schriftstellers Georg Gottlieb Ammon. Er besuchte die Schule in Gumbinnen und im Anschluss die Berliner Tierarzneischule. Im Jahr 1794 legte er das  tierärztliche Examen ab und praktizierte bis 1796 in Berlin. 1796 wurde er Roßarzt am königlich preußischen Hauptgestüt Friesdorf bei Anspach oder dem  Fohlenhof Oelhaus. 1802 arbeitete er als Kreis- und Gerichtstierarzt in Ansbach. 1809 trat in den Dienst des Hofrats von Abendanz ein und richtete diesem ein Gestüt ein. Anschließend wurde Ammon 1813 bayrischer Hofgestütsmeister in Rohrenfeld bei Neuburg an der Donau. Seit seiner Pensionierung im Jahr 1839 lebte er wieder in Ansbach. Er erhielt sowohl als Veterinär, als auch als  Pferdezüchter und hippologischer Schriftsteller viel Anerkennung. Hauptwerk Über Verbesserung und Veredelung der Landespferdezucht durch Landesgestütanstalten mit befonderer Berücksichtigung auf Baiern erschien in drei Teilen 1829 bis 1831 in Nürnberg. Der erste Teil enthält eine vollständige Übersicht über alles, was die Lanbespferdezucht und die Gestütseinrichtung betrifft; im zweiten beschreibt er den Betrieb und die Praxis der Landesgestütanslalten; im dritten Teil informiert er über alle zu dieser Zeit betriebenen Land- und Hauptgestüte Deutschlands.

## Werke (Auswahl)
als Autor
- Allgemeines Hausvieharzneibuch oder vollständiger Unterricht, wie man die Krankheiten der Pferde, des Rindviehes, der Schaafe, Schweine, Hunde und des Federviehes, auf die leichteste und wohlfeilste Art heilen kann. Zum Gebrauche für angehende Thierärzte, Ökonomen und Landleute. Karger, München 1985 (Nachdruck der Ausgabe Ansbach 1831).
- Nachrichten von der Pferdezucht der Araber und den arabischen Pferden. Nebst einem Anhange über die Pferdezucht in Persien, Turkomanien und der Berberei. Olms, Hildesheim 2004, ISBN 3-487-12602-8 (Nachdruck der Ausgabe Nürnberg 1834).
- Über Verbesserung und Veredelung der Landespferdezucht durch Landesgestütanstalten. Riegel & Wiessner, Nürnberg 1829–31 (3 Bände)

als Herausgeber
- Georg Friedrich Sebald: Vollständige Naturgeschichte des Pferdes. Mit besonderer Hinsicht auf die Litteratur dieses Gegenstandes dargestellt. Gassert, Ansbach 1815.